# アンナ・ヒルマイヤー

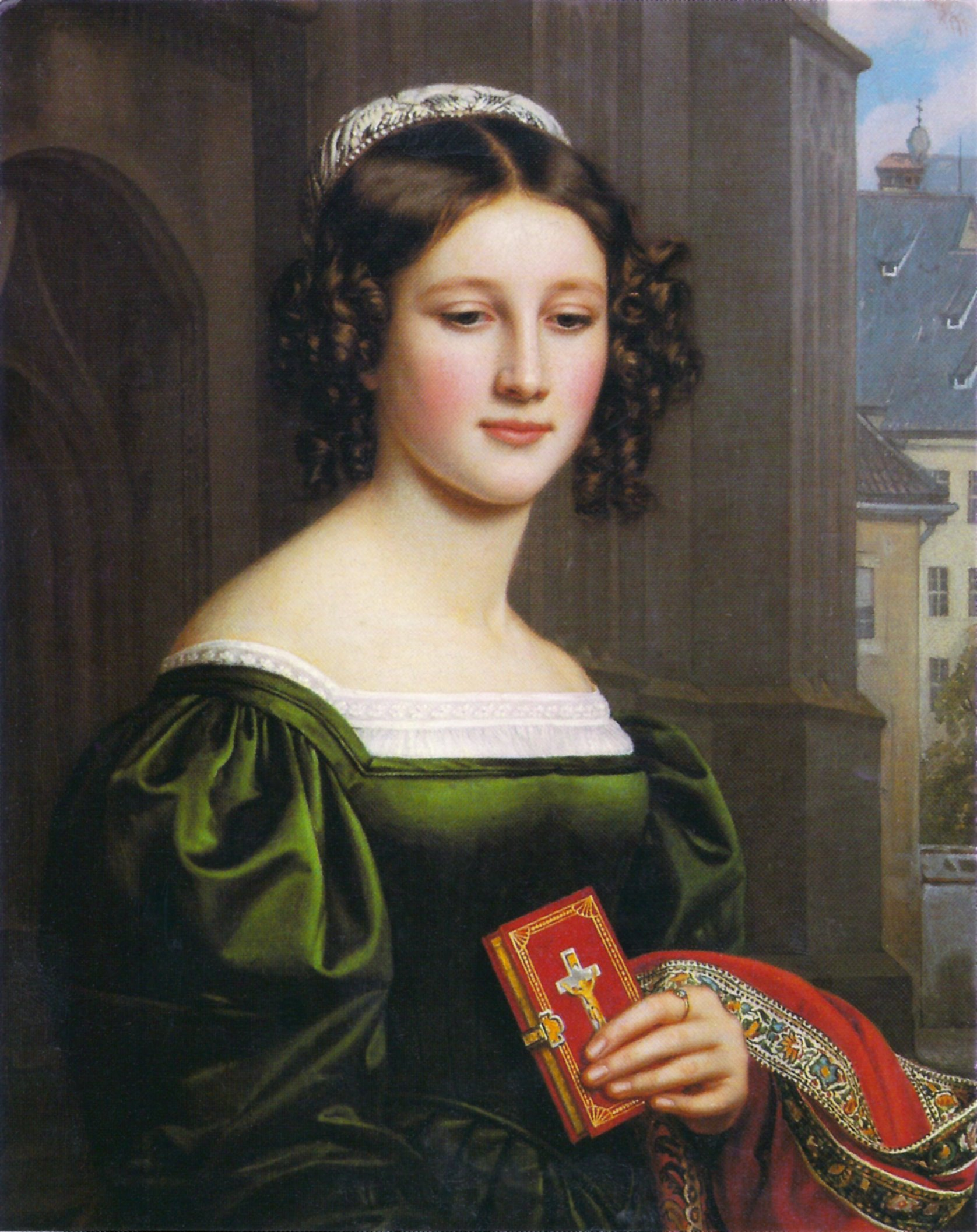
シュティーラーの描いたアンナ・ヒルマイヤー

アンナ・ヒルマイヤー（Anna Hillmayer, 1812年8月17日 - 1847年8月17日）は、19世紀前半の南独バイエルン王国首都ミュンヘンで評判の美人だった女性の1人。バイエルン王ルートヴィヒ1世は宮廷画家ヨーゼフ・カール・シュティーラーに命じて自身のコレクション美人画ギャラリーに彼女の肖像を加えた。
ミュンヘンの獣肉売りの娘。1829年に制作された彼女の肖像画は、美人画ギャラリーの最初のコレクション10点のうち最後に公開されたものである。靴職人の娘ヘレーネ・ゼートルマイヤーの肖像画よりも先に完成したが、王の気に入りだったゼートルマイヤーの肖像の方が先に公開された。肖像画中のヒルマイヤーはミュンヘン女性の伝統装身具であるヘッドドレスを付け、左手に祈祷書を携え、ミュンヘン聖母教会の前に佇んでいる。着ているドレスはナネッテ・カウラの画中のドレスに酷似している。
ヒルマイヤーは結婚することなく、35歳の誕生日に死んだ。

## 引用・脚注
1. ↑  S. K. Ludovic, "A King's Gallery of Beauty" Strand Magazine (January 1902): 16-23.
2. ↑  Grand Ladies, http://www.gogmsite.net/empire-napoleonic-and-roman/subalbum-schonheitengalleri/1829-anna-hillmayer-by-jose.html
3. ↑  Flickr, https://www.flickr.com/photos/1way/712208399